# Козловка (Раздольненский район)
Козло́вка (до 1948 года Карача́-Орлю́к; укр. Козлівка, крымскотат. Qaraça Örlük, Къарача Орьлюк) — исчезнувшее село в Раздольненском районе Республики Крым, располагавшееся на западе района, в степной части Крыма, в верховьях балки Джугеньская-Ахтанская, примерно в 3 километрах западнее современного села Орловка.

### Динамика численности населения
| - 1806 год — 91 чел. - 1864 год — 87 чел. - 1889 год — 55 чел. - 1892 год — 39 чел. | - 1900 год — 111 чел. - 1915 год — 73/11 чел. - 1926 год — 129 чел. - 1939 год — 101 чел. |

## История
Первое документальное упоминание села встречается в Камеральном Описании Крыма… 1784 года, судя по которому, в последний период Крымского ханства Кара Эррелик входил в Мангытский кадылык Козловскаго каймаканства. После присоединения Крыма к России (8) 19 апреля 1783 года, (8) 19 февраля 1784 года, именным указом Екатерины II сенату, на территории бывшего Крымского ханства была образована Таврическая область и деревня была приписана к Евпаторийскому уезду. После павловских реформ, с 1796 по 1802 год входила в Акмечетский уезд Новороссийской губернии. По новому административному делению, после создания 8 (20) октября 1802 года Таврической губернии, Кара-Орлюк был включён в состав Хоротокиятской волости Евпаторийского уезда.
По Ведомости о волостях и селениях, в Евпаторийском уезде с показанием числа дворов и душ… от 19 апреля 1806 года в деревне Кара-Орлюк числилось 15 дворов, 84 крымских татарина и 7 ясыров. На военно-топографической карте генерал-майора Мухина 1817 года деревня Караурлюк обозначена с 8 дворами. После реформы волостного деления 1829 года Кара Араюк, согласно «Ведомости о казённых волостях Таврической губернии 1829 года» отнесли к Аксакал-Меркитской волости (переименованной из Хоротокиятской). На карте 1836 года в деревне Карачарлык 28 дворов, как и на карте 1842 года.
В 1860-х годах, после земской реформы Александра II, деревню приписали к Биюк-Асской волости. В «Списке населённых мест Таврической губернии по сведениям 1864 года», составленном по результатам VIII ревизии 1864 года, Кара-Орлюк — владельческая татарская деревня, с 7 дворами, 87 жителями и мечетью при колодцах. По обследованиям профессора А. Н. Козловского 1867 года, вода в колодцах деревни была пресная, а их глубина достигала 30—40 саженей «и более» (63—85 м). На трехверстовой карте Шуберта 1865—1876 года в деревне Карачарлык обозначено 4 двора — видимо, вследствие эмиграции крымских татар, особенно массовой после Крымской войны 1853—1856 годов, в Турцию, деревня заметно опустела. В «Памятной книге Таврической губернии 1889 года», по результатам Х ревизии 1887 года, в деревне Карача-Орлюк числилось 12 дворов и 55 жителей. Согласно «…Памятной книжке Таврической губернии на 1892 год», в деревне Карача-Орлюк, входившей в Джуиньский участок, было 39 жителей в 6 домохозяйствах.
Земская реформа 1890-х годов в Евпаторийском уезде прошла после 1892 года, в результате Карача-Орлюк приписали к Агайской волости.
По «…Памятной книжке Таврической губернии на 1900 год» в деревне числилось 111 жителей в 12 дворах. По Статистическому справочнику Таврической губернии. Ч.II-я. Статистический очерк, выпуск пятый Евпаторийский уезд, 1915 год, в деревне Карача-Орлюк Агайской волости Евпаторийского уезда числилось 18 дворов с татарским населением (5 дворов с землёй, 13 — безземельные) в количестве 73 человек приписных жителей и 11 — «посторонних», из которых 39 мужчин и 45 женщин. Жители владели 906 десятинами удобной земли. В хозяйствах имелось 190 лошадей, 68 волов, 19 коров и 900 голов мелкого скота.
После установления в Крыму Советской власти, по постановлению Крымревкома от 8 января 1921 года № 206 «Об изменении административных границ» была упразднена волостная система и село вошло в состав Бакальского района Евпаторийского уезда, а в 1922 году уезды получили название округов. 11 октября 1923 года, согласно постановлению ВЦИК, в административное деление Крымской АССР были внесены изменения, в результате которых округа были отменены, Бакальский район упразднён и село вошло в состав Евпаторийского района. Согласно Списку населённых пунктов Крымской АССР по Всесоюзной переписи 17 декабря 1926 года, в селе Карача-Орлюк, Бий-Орлюкского сельсовета Евпаторийского района, числился 31 двор, все крестьянские, население составляло 129 человек, из них 127 татар, 1 украинец и 1 русский, действовала татарская школа. После создания 15 сентября 1931 года Фрайдорфского (переименованного в 1944 году в Новосёловский) еврейского национального района Карача-Орлюк включили в его состав, а после создания в 1935 году Ак-Шеихского района (переименованного в 1944 году в Раздольненский) включили в состав нового. По данным всесоюзной переписи населения 1939 года в селе проживал 101 человек.
В 1944 году, после освобождения Крыма от фашистов, согласно Постановлению ГКО № 5859 от 11 мая 1944 года, 18 мая крымские татары были депортированы в Среднюю Азию. С 25 июня 1946 года Карача-Орлюк в составе Крымской области РСФСР. Указом Президиума Верховного Совета РСФСР от 18 мая 1948 года, Карача-Орлюк переименовали в Козловку. 26 апреля 1954 года Крымская область была передана из состава РСФСР в состав УССР. Ликвидировано в период с 1960 года, когда посёлок ещё числился в составе Славновского сельсовета, по 1968 год (согласно справочнику «Крымская область. Административно-территориальное деление на 1 января 1968 года» — с 1954 по 1968 годы).